# Grand Prix Pino Cerami 1987
Il Grand Prix Pino Cerami 1987, ventiquattresima edizione della corsa, si svolse il 10 aprile su un percorso con partenza e arrivo a Wasmuel. Fu vinto dal danese Rolf Sörensen della Remac-Fanini davanti all'italiano Luciano Boffo e allo svizzero Alfred Achermann.

## Ordine d'arrivo (Top 10)
| Pos. | Corridore               | Squadra               | Tempo    |
| ---- | ----------------------- | --------------------- | -------- |
| 1    | Rolf Sörensen           | Remac-Fanini          | 5h39'00" |
| 2    | Luciano Boffo           | Ecoflam-BFB-Alfa Lum  | s.t.     |
| 3    | Alfred Achermann        | KAS-Canal 10          | s.t.     |
| 4    | Dag Erik Pedersen       | Ariostea-Gres         | s.t.     |
| 5    | Luc Colijn              | ADR- Fangio-IOC-MBK   | s.t.     |
| 6    | Mario Noris             | Atala-Ofmega          | s.t.     |
| 7    | Camillo Passera         | Ecoflam-BFB-Alfa Lum  | s.t.     |
| 8    | Phil Anderson           | Panasonic             | s.t.     |
| 9    | Valerio Piva            | Ariostea-Gres         | s.t.     |
| 10   | Jean-Pierre Heynderickx | TeVe Blad-Eddy Merckx | a 24"    |